# Delta du Sacramento
Le delta du Sacramento, appelé aussi le delta San Joaquin-Sacramento (San Joaquin-Sacramento River Delta), est un delta à l'extrémité occidentale de la vallée Centrale formé par les embouchures des fleuves Sacramento et San Joaquin, juste à l'est de l'endroit où le fleuve Sacramento se jette dans Suisun Bay, l'extension supérieure de la baie de San Francisco. La ville de Stockton se situe sur le fleuve San Joaquin, près de l'extrémité sud-est du delta.